# 上村莉菜
上村莉菜（日语：／ Uemura Rina，1997年1月4日—）是日本前偶像藝人，為女性偶像團體櫻坂46前成員 ，出生於茨城縣牛久市，千葉縣出身。2015年以櫸坂46一期生身分出道。2025年2月16日自櫻坂46畢業。

## 早年生活
1997年1月4日，上村出生於茨城縣牛久市，家中有一個大兩歲的哥哥，以及一個小五歲的妹妹。從小學習鋼琴、英語會話、游泳和網球。小學時曾加入運動社，但之後轉到管樂社，負責小號。高中就讀家政科，並加入茶道部。

## 經歷
2015年8月21日，通過最後審查正式成為更名後的櫸坂46創團成員。
2016年4月6日，以櫸坂46第一張單曲《沉默的多數》而正式出道。
2017年4月5日發行的櫸坂46第4張單曲《不協和音》中首次在單曲演出中站在第一排。
2022年4月6日發行的櫻坂46第4張單曲《五月雨啊》中首次進入櫻坂46的單曲選拔行列。10月20日，營運方宣布上村在回家時於樓梯上摔倒，被診斷為右肘骨折，需要暫時專注于治療，所以不參與當時正在舉辦的全國巡演的部分公演。
2024年9月17日，於櫻坂46官網的個人部落格中宣布將於第10張單曲《I want tomorrow to come》活動結束後畢業。12月4日，原定於「10th Single BACKS LIVE!!」中舉辦畢業典禮，但因腰痛需要靜養而缺席演唱會和畢業典禮。12月9日，最後一次出演櫻坂46的冠名節目《轉角就是櫻坂？》。
2025年2月16日，參加櫻坂46第10張單曲《I want tomorrow to come》線上見面會補辦場後，正式結束在櫻坂46的所有活動活動。2月28日，上村位於櫻坂46官方網站內的個人部落格正式關閉。

## 人物
- 暱稱是「Uemu」（うえむー）。由於外貌可愛，還有「千葉的妖精」這個暱稱[1]。
- 從小就喜歡偶像，特別是早安少女組，甚至和母親一起去看過她們的演唱會[23]。到了國中二年級，AKB48開始流行，她也喜歡上了這個團體，並且對其官方對手乃木坂46也產生好感[1][23]。
- 特技是吹小號。出道時，曾在團體冠名節目《櫸字，會寫嗎？》（東京電視台）中表演小號，但失敗了，因此常被調侃為「噗哈噗哈」（ブハブハ）[24]。
- 她憧憬乃木坂46散發出的清純氣質，並表示因此報名了「鳥居坂46一期生成員徵選」[23]。據說她是從母親口中得知這場徵選的[23]。
- 興趣是看足球比賽，是柏太陽王（柏レイソル）的球迷。從小就會去看練習賽，還會要求球員握手簽名；國高中時，更會模仿應援團，用小號吹奏應援曲[25]。她是在日立柏足球場（柏太陽王的主場）接到鳥居坂46二次審查合格通知電話。
- 打工經驗方面，高中三年間每天都在肯德基工作，高三時還在烏龍麵店打過工。此外，高三暑假和大一暑假，還曾在游泳池擔任接待員[26]。

## 音樂作品

### 單曲
櫸坂46
|     | 發行日期       | 單曲名稱         | 參與歌曲名稱     | MV | 備註            |
| --- | -------------- | ---------------- | ---------------- | -- | --------------- |
| 1st | 2016年04月06日 | 沉默的多數       | 沉默的多數       | ★  | 出道作品        |
| 1st | 2016年04月06日 | 沉默的多數       | 牽手回家吧       | ★  |                 |
| 1st | 2016年04月06日 | 沉默的多數       | 沒有你           |    |                 |
| 2nd | 2016年08月10日 | 世界上只有愛     | 世界上只有愛     | ★  |                 |
| 2nd | 2016年08月10日 | 世界上只有愛     | 談談未來吧…      | ★  |                 |
| 3rd | 2016年11月30日 | 兩人季節         | 兩人季節         | ★  |                 |
| 3rd | 2016年11月30日 | 兩人季節         | 大人都不相信     | ★  |                 |
| 3rd | 2016年11月30日 | 兩人季節         | 制服與太陽       | ★  |                 |
| 4th | 2017年04月05日 | 不協和音         | 不協和音         | ★  |                 |
| 4th | 2017年04月05日 | 不協和音         | W-KEYAKIZAKA之詩 | ★  | 櫸&平假名櫸坂組 |
| 4th | 2017年04月05日 | 不協和音         | 獨特自我         |    |                 |
| 5th | 2017年10月25日 | 就算風吹         | 就算風吹         | ★  |                 |
| 5th | 2017年10月25日 | 就算風吹         | 避雷針           | ★  |                 |
| 6th | 2018年03月07日 | 打破玻璃！       | 打破玻璃！       | ★  |                 |
| 6th | 2018年03月07日 | 打破玻璃！       | 該回去森林了吧？ | ★  |                 |
| 7th | 2018年08月15日 | 矛盾心理         | 矛盾心理         | ★  |                 |
| 7th | 2018年08月15日 | 矛盾心理         | Student Dance    | ★  |                 |
| 7th | 2018年08月15日 | 矛盾心理         | I'm out          |    |                 |
| 8th | 2019年02月27日 | 黑羊             | 黑羊             | ★  |                 |
| 8th | 2019年02月27日 | 黑羊             | Nobody           | ★  |                 |
| 8th | 2019年02月27日 | 黑羊             | 聖誕節的道歉     |    |                 |
| -   | 2020年8月21日  | 誰來鳴響那鐘聲？ | 誰來鳴響那鐘聲？ | ★  | 數字單曲        |

櫻坂46
|      | 發行日期       | 單曲名稱                | 參與歌曲名稱           | MV | 備註 |
| ---- | -------------- | ----------------------- | ---------------------- | -- | ---- |
| 1st  | 2020年12月09日 | Nobody's fault          | 半信半疑               |    |      |
| 1st  | 2020年12月09日 | Nobody's fault          | Buddies                | ★  |      |
| 2nd  | 2021年04月14日 | BAN                     | 偶然的回答             | ★  |      |
| 2nd  | 2021年04月14日 | BAN                     | Microscope             |    |      |
| 2nd  | 2021年04月14日 | BAN                     | 櫻坂之詩               |    |      |
| 3rd  | 2021年10月13日 | 流彈                    | 無言的宇宙             | ★  |      |
| 3rd  | 2021年10月13日 | 流彈                    | Sonia                  |    |      |
| 4th  | 2022年04月06日 | 五月雨啊                | 五月雨啊               | ★  | 選拔 |
| 4th  | 2022年04月06日 | 五月雨啊                | 我的兩難               | ★  |      |
| 4th  | 2022年04月06日 | 五月雨啊                | I'm in                 |    |      |
| 4th  | 2022年04月06日 | 五月雨啊                | 戀愛滅絕之日           |    |      |
| 5th  | 2023年02月15日 | 櫻月                    | 遺憾                   |    |      |
| 5th  | 2023年02月15日 | 櫻月                    | Cool                   | ★  |      |
| 5th  | 2023年02月15日 | 櫻月                    | 靈魂的Liar             |    |      |
| 5th  | 2023年02月15日 | 櫻月                    | 直到那一天             | ★  |      |
| 6th  | 2023年06月28日 | Start over!             | Start over!            | ★  | 選拔 |
| 6th  | 2023年06月28日 | Start over!             | 風的聲音               |    |      |
| 6th  | 2023年06月28日 | Start over!             | 一瞬之馬               |    |      |
| 6th  | 2023年06月28日 | Start over!             | 無人機盤旋中           | ★  |      |
| 7th  | 2023年10月18日 | 承認欲求                | 縫隙風啊               | ★  |      |
| 7th  | 2023年10月18日 | 承認欲求                | 確定的可頌             |    |      |
| 8th  | 2024年02月21日 | 想回到幾歲的時候？      | 塗上油吧！             | ★  |      |
| 9th  | 2024年06月26日 | 自業自得                | 彼此相愛吧             | ★  |      |
| 10th | 2024年10月23日 | I want tomorrow to come | 我無法喜歡上自己       | ★  |      |
| 10th | 2024年10月23日 | I want tomorrow to come | 暴風雨之前，世界的終結 |    |      |
| 10th | 2024年10月23日 | I want tomorrow to come | 19歲的加列特餅         |    |      |

### 專輯
櫸坂46
|        | 發行日期       | 專輯名稱                                   | 參與歌曲名稱             | 備註            |
| ------ | -------------- | ------------------------------------------ | ------------------------ | --------------- |
| 01st   | 2017年07月19日 | 抹黑純真                                   | 星期一的早晨，裙子被剪了 |                 |
| 01st   | 2017年07月19日 | 抹黑純真                                   | 從哪能看見東京鐵塔？     |                 |
| 01st   | 2017年07月19日 | 抹黑純真                                   | 太陽不會選擇抬頭的人     | 櫸&平假名櫸坂46 |
| 01st   | 2017年07月19日 | 抹黑純真                                   | 危險計劃                 |                 |
| 01st   | 2017年07月19日 | 抹黑純真                                   | 你已不在                 |                 |
| 01st   | 2017年07月19日 | 抹黑純真                                   | 芭蕾舞與少年             | 156             |
| 精選輯 | 2020年10月07日 | 比永遠更長的一瞬間～那時確實存在過的我們～ | 跳進十月的泳池           |                 |
| 精選輯 | 2020年10月07日 | 比永遠更長的一瞬間～那時確實存在過的我們～ | 砂塵                     |                 |
| 精選輯 | 2020年10月07日 | 比永遠更長的一瞬間～那時確實存在過的我們～ | 萬花筒                   |                 |

櫻坂46
|      | 發行日期       | 專輯名稱     | 參與歌曲名稱 | 備註   |
| ---- | -------------- | ------------ | ------------ | ------ |
| 01st | 2022年08月03日 | As you know? | 摩擦係数     | 主打歌 |
| 01st | 2022年08月03日 | As you know? | 時光機Yeah!  |        |

## 演出

### 電視劇
- 誰殺了德山大五郎？（2016年7月17日－10月2日，東京電視台）：飾演 上村莉菜[28][29]
- 殘酷的觀眾們（2017年5月18日－7月20日，日本電視台）：飾演 內村渚[30]

## 外部連結
- 櫸坂46個人介紹頁（日語）
- 櫻坂46個人介紹頁（日語）
- 上村莉菜 官方部落格（页面存档备份，存于） - 櫸坂46官方網站（2015年11月14日－2020年10月12日）（日語）
- 上村莉菜 官方部落格 - 櫻坂46官方網站（2020年10月15日－2025年2月28日）（日語）
- 上村 莉菜（櫻坂46）的SHOWROOM專頁（日語）